# Trachymedusae
Trachymedusae Haeckel, 1866 è un ordine di idrozoi tipici soprattutto delle acque profonde diffusi in tutti gli oceani. I giovani non hanno una fase di polipo, ma si sviluppano direttamente simili agli adulti.

## Descrizione
Il margine dell'ombrella è liscio e non lobato. Sui canali radiali sono presenti le gonadi.

## Tassonomia
In questo genere sono riconosciute 5 famiglie:
- Geryoniidae Eschscholtz, 1829
- Halicreatidae Fewkes, 1886
- Petasidae Haeckel, 1879
- Ptychogastriidae Mayer, 1910
- Rhopalonematidae Russell, 1953